# Contea di Haman
La contea di Haman (Haman-gun; 함안군; 咸安郡) è una delle suddivisioni della provincia sudcoreana del Sud Gyeongsang.